# Lutz Göcke
Lutz Göcke (* 28. März 1985 Emsdetten) ist ein deutscher Ökonom und Professor für Allgemeine BWL, insbesondere Digitales Management, an der Hochschule Nordhausen.

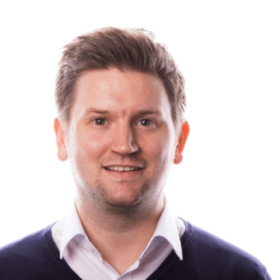
Lutz Göcke

## Leben
Göcke machte zunächst eine Ausbildung zum Bürokaufmann. Im Anschluss holte er seine Fachhochschulreife an der Abendschule in Hannover nach. Es folgte ein Studium an der Fachhochschule Nordhausen sowie am Institute of Technology Tralee in Irland. Dieses konnte er erfolgreich als Jahrgangsbester mit einem Diplom als Betriebswirt (FH) und Bachelor of Business Studies abschließen. Es folgte eine berufsbegleitende Promotion an der Technischen Universität Clausthal am Lehrstuhl für Betriebswirtschaftslehre und Unternehmensführung bei Wolfgang Pfau zum Thema Geschäftsmodellinnovationen. Parallel arbeitete Göcke bis April 2017 bei der Volkswagen AG in Wolfsburg, Braunschweig und München in den Bereichen Intrapreneurship und Produktmanagement für Volkswagen WE sowie in anderen Produktmanagement Projekten. Anschließend gründete Göcke 2017 das Beratungsunternehmen SWAN Ventures in Berlin. Nach Abschluss seiner Promotion 2015 war Göcke darüber hinaus ab 2016 Lehrbeauftragter an der TU Clausthal sowie ab 2017 an der HTW Berlin. Im Januar 2018 wurde er als Professor für Allgemeine BWL, insb. Internationale BWL, zurück an seine Alma Mater, der Hochschule Nordhausen, berufen. In diesem Rahmen beschäftigt er sich u. a. mit der digitalen Transformation und setzt einen Schwerpunkt auf Digital Business, Entrepreneurship und Management von Klein- und Mittelunternehmen. Zum Wintersemester 2020/21 rief Göcke den neuen Bachelorstudiengang Digitales Produktmanagement ins Leben, den er verantwortlich leitet. Ziel ist es, neben Wissen auch ein unternehmerisches Mindset zu vermitteln, um Ausgründungen anzuregen.
Im Jahr 2019 war Göcke Teil der InnoAlliance Germany China Innovation Competition, einer Plattform des Bundesverbands Deutsche Startups e.V. zur Verbindung deutscher Startups insbesondere aus den Bereichen künstliche Intelligenz, Umweltschutz, grüne Innovationen und Biotechnologie mit chinesischen Investoren. Im selben Jahr erhielt die Hochschule Nordhausen auf Initiative von Göcke hin den Zuschlag für Fördergelder des Bundesministeriums für Bildung und Forschung zur Einrichtung eines Hochschulinkubators für Startups. Im hierauf gegründeten Hochschulinkubator für Entrepreneurship (HIKE) können Studenten der Hochschule Nordhausen sich mit ihren Ideen auf eine Anschubfinanzierung bewerben und werden anschließend von Beratern vor Ort betreut. Ziel ist es, eine Welle von Gründungen anzustoßen, um die Region um Nordhausen zu fördern.
Der HIKE hat seit seiner Gründung Mitte 2020 bemerkenswerte Fortschritte erzielt. Über 1.000 Menschen nahmen an den Veranstaltungen teil, mehr als 25 Gründungsprojekte wurden begleitet, und fünf konkrete Gründungen gingen aus den Aktivitäten hervor. Die Projektlaufzeit wurde bis Dezember 2025 verlängert, mit einem Gesamtbudget von rund 2,2 Millionen Euro.
Am 20. August 2024 fand die erste Beiratssitzung statt, bei der die Vision entwickelt wurde, in den 2030er Jahren ein „kleines Wirtschaftswunder“ im Thüringer Norden zu fördern. Dabei präsentierte Göcke eine Analyse, die aufzeigt, dass Thüringen 2022 im Ländervergleich bei Existenzgründungen pro 10.000 Einwohner den letzten Platz belegte.
Am 5. und 6. Dezember 2024 fand im HIKE Lab ein zweitägiges AI Bootcamp statt, das praxisnahe Einblicke in generative KI bot. Die Teilnehmenden erlernten Techniken wie Prompt Engineering und die Entwicklung eigener GPT-Modelle, begleitet von erfahrenen Coaches und Experten.
2020 wurde Göcke zusammen mit Matthias Menter, Christopher Zeeb und Thomas Clauß mit dem Norbert Szyperski Technologie- und Innovationsmanagement Research Award 2020 ausgezeichnet.
Im Oktober 2024 wurde Göcke zusammen mit Prof. Dr. Matthias Menter (Friedrich-Schiller-Universität Jena) und Max Schülting mit dem FGF Norbert Szyperski Technologie- und Innovationsmanagement Award 2024 ausgezeichnet. Ihr prämiertes Paper „Aligning for Innovation: The Moderating Effect of Person-Organization Fit on Business Model Innovation and Firm Performance“ untersuchte über 80 börsennotierte Unternehmen in Deutschland über einen Zeitraum von 16 Jahren (2007 bis 2022).

## Internationale Aktivitäten
Im Frühjahr 2024 war Göcke als Gastdozent an der Vietnamese-German University in Ho-Chi-Minh-Stadt tätig, wo er Vorlesungen zu Entrepreneurship und Design Thinking hielt.

## Monographien
- Geschäftsmodellentwicklung im Spannungsfeld multinationaler Unternehmen. Fallstudie zur Elektromobilität in der Automobilindustrie, Springer Gabler, Wiesbaden 2016, ISBN 978-3-658-13350-4 (= Dissertation).
- mit Mariusz Soltanifar und Matthew Hughes (Hrsg.): Digital Entrepreneurship. Impact on Business and Society, Springer, Wiesbaden 2021, ISBN 978-3-030-53913-9.
- mit Michael Schultheiß: Produktmanagement. Kontinuierliche Innovation digitaler Produkte, Springer Gabler, Wiesbaden 2025, ISBN 978-3-658-49109-3.

## Auszeichnungen
- Norbert Szyperski Technologie- und Innovationsmanagement Research Award 2020
- FGF Norbert Szyperski Technologie- und Innovationsmanagement Award 2024
- Best Paper Award der European Academy of Management (EURAM) Conference 2024 (Florenz)
- Best Paper Runner-Up Award der R&D Management Conference 2025